# Carl Ihrke

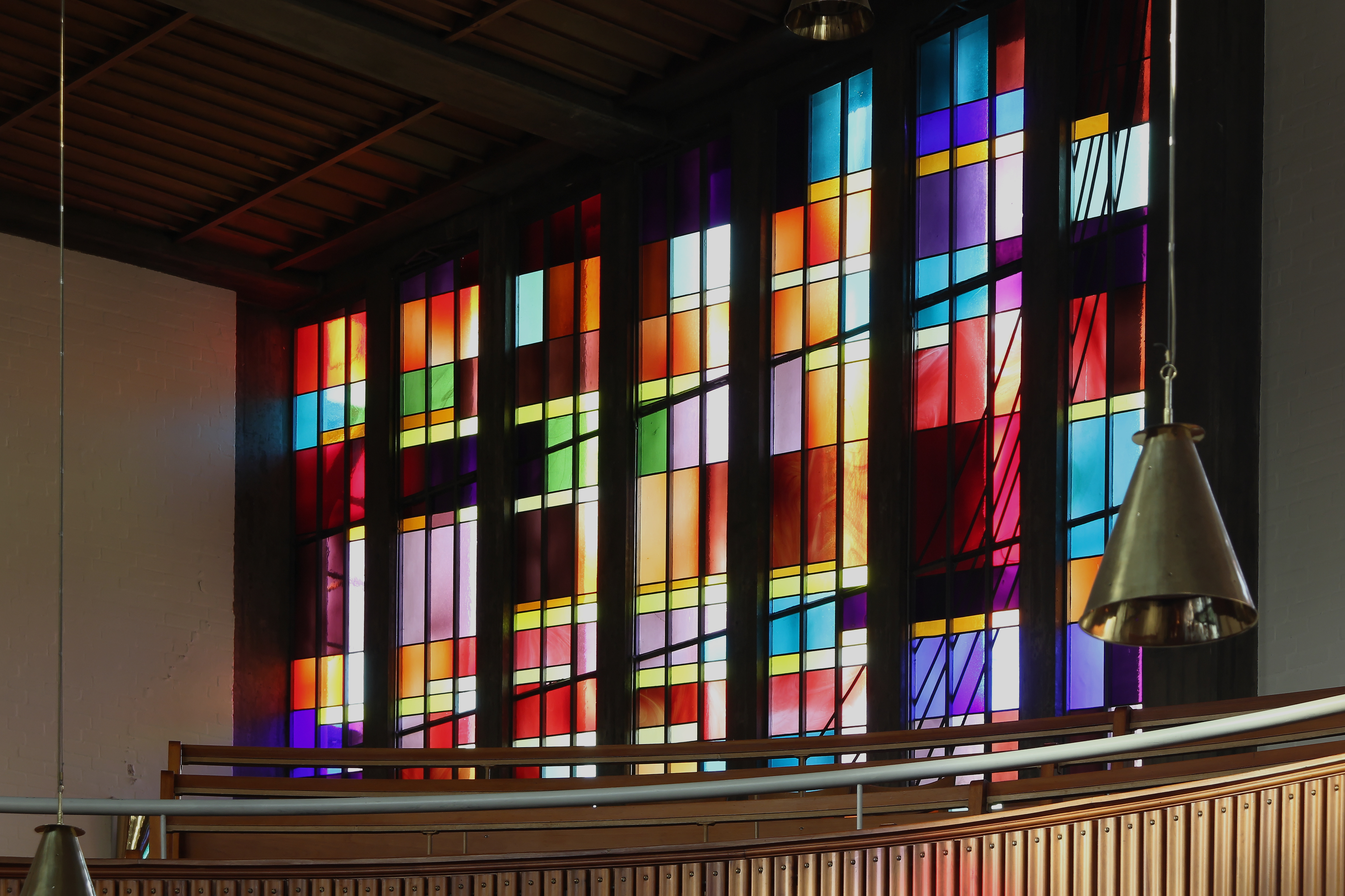
Westfenster, 1954, St. Johannis, Hamburg-Harburg

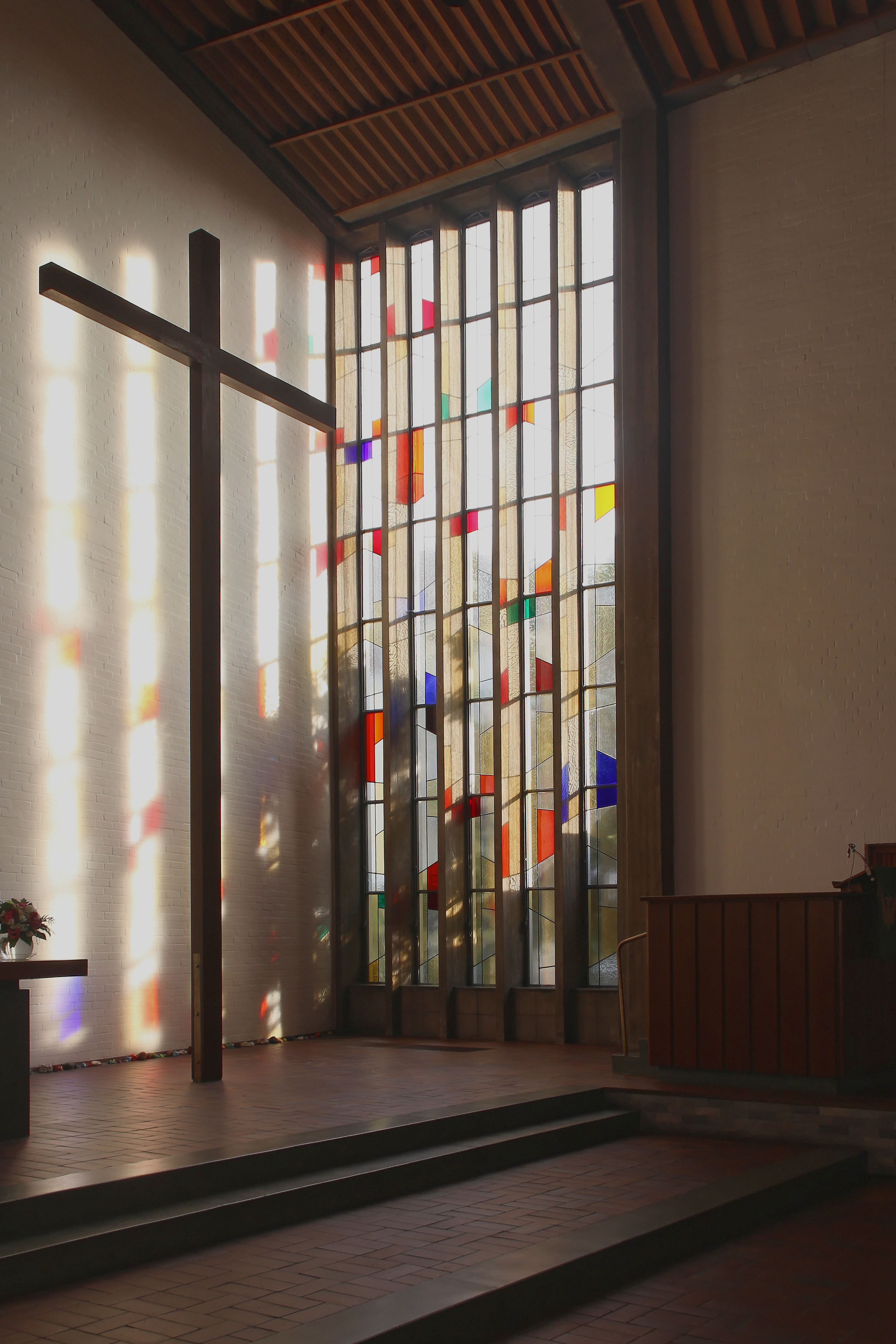
Ostfenster, 1954, St. Johannis, Hamburg-Harburg

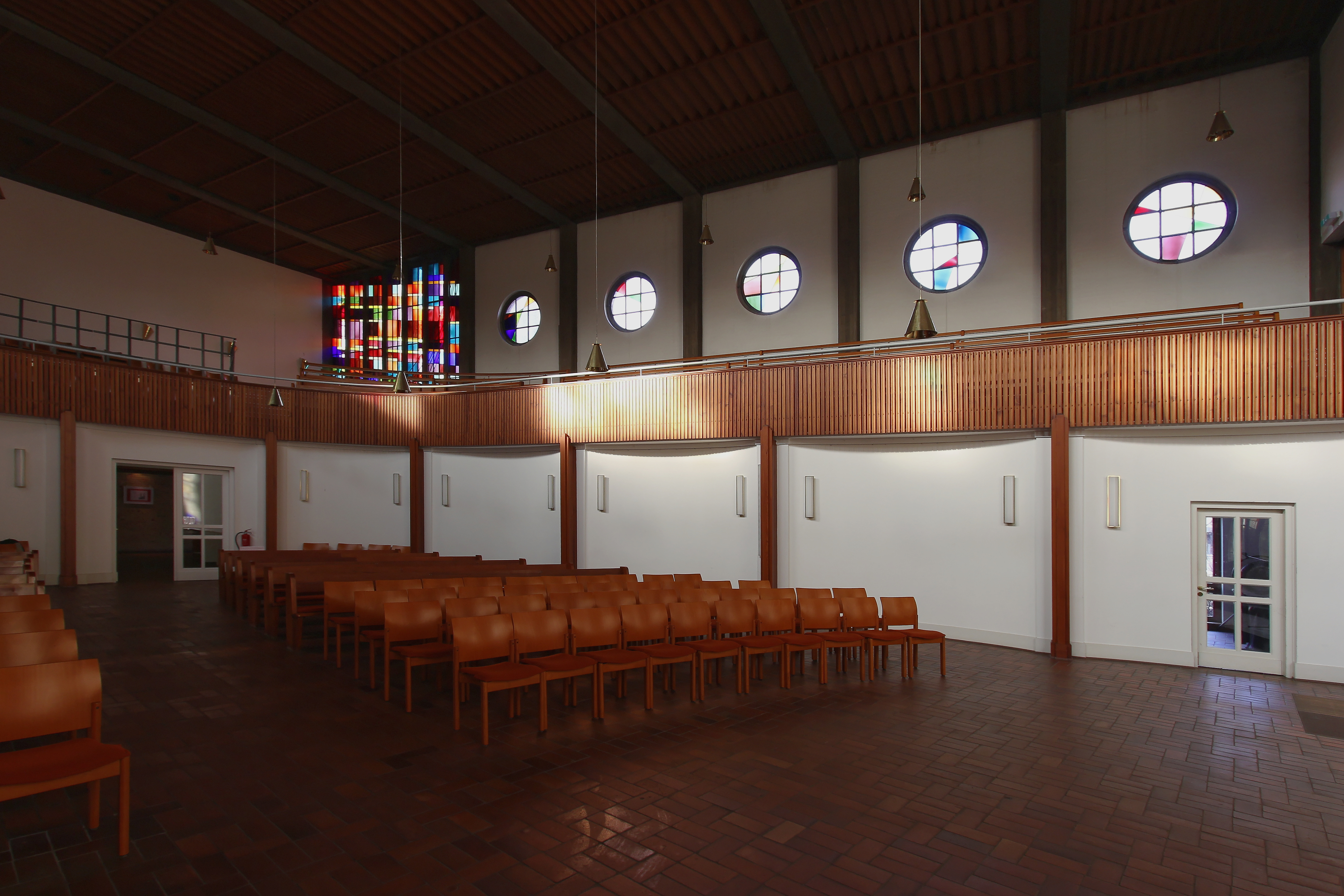
Runde Fenster, 1954, St. Johannis, Hamburg-Harburg

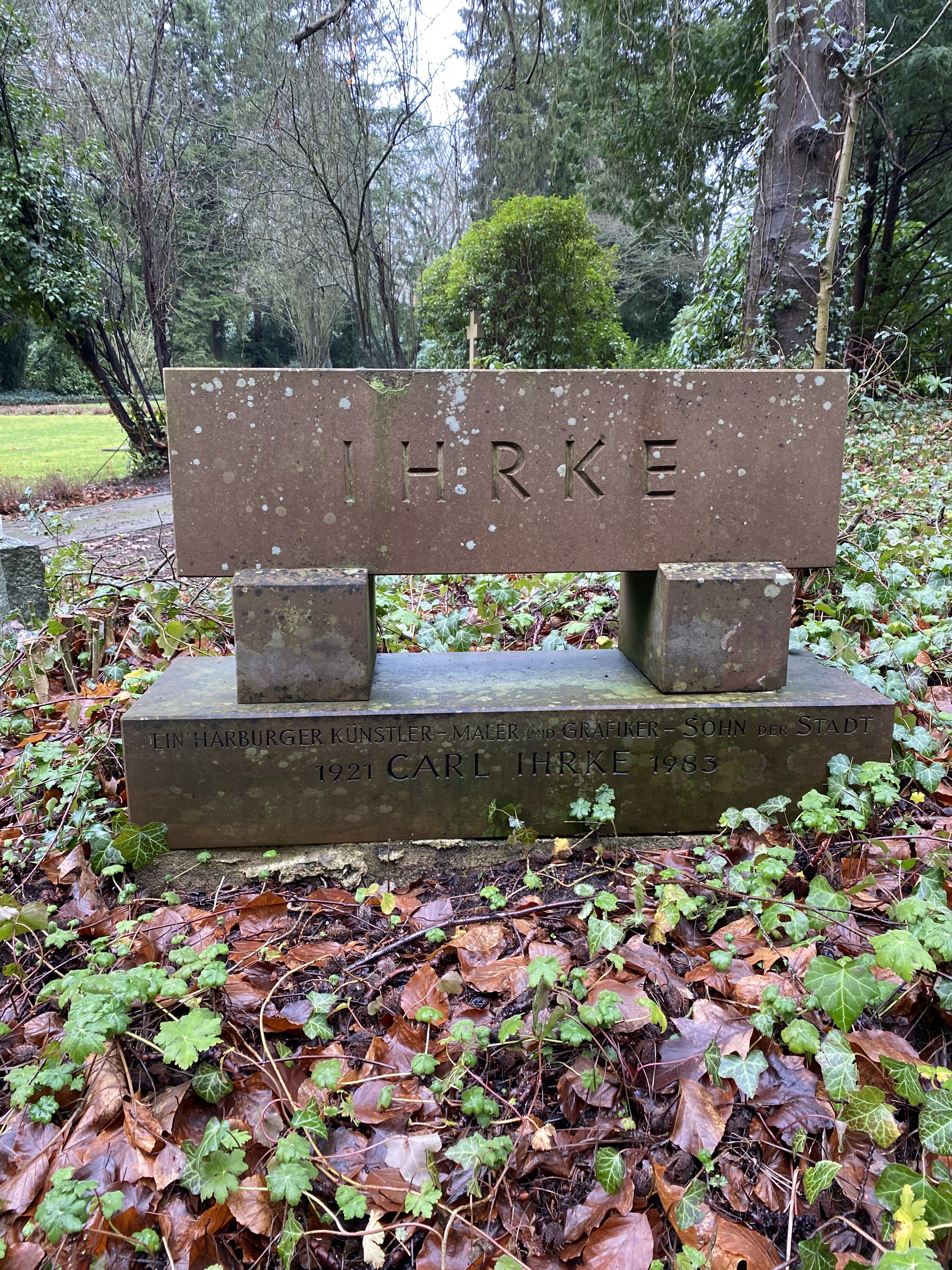
Grabstein auf dem Neuen Friedhof Harburg

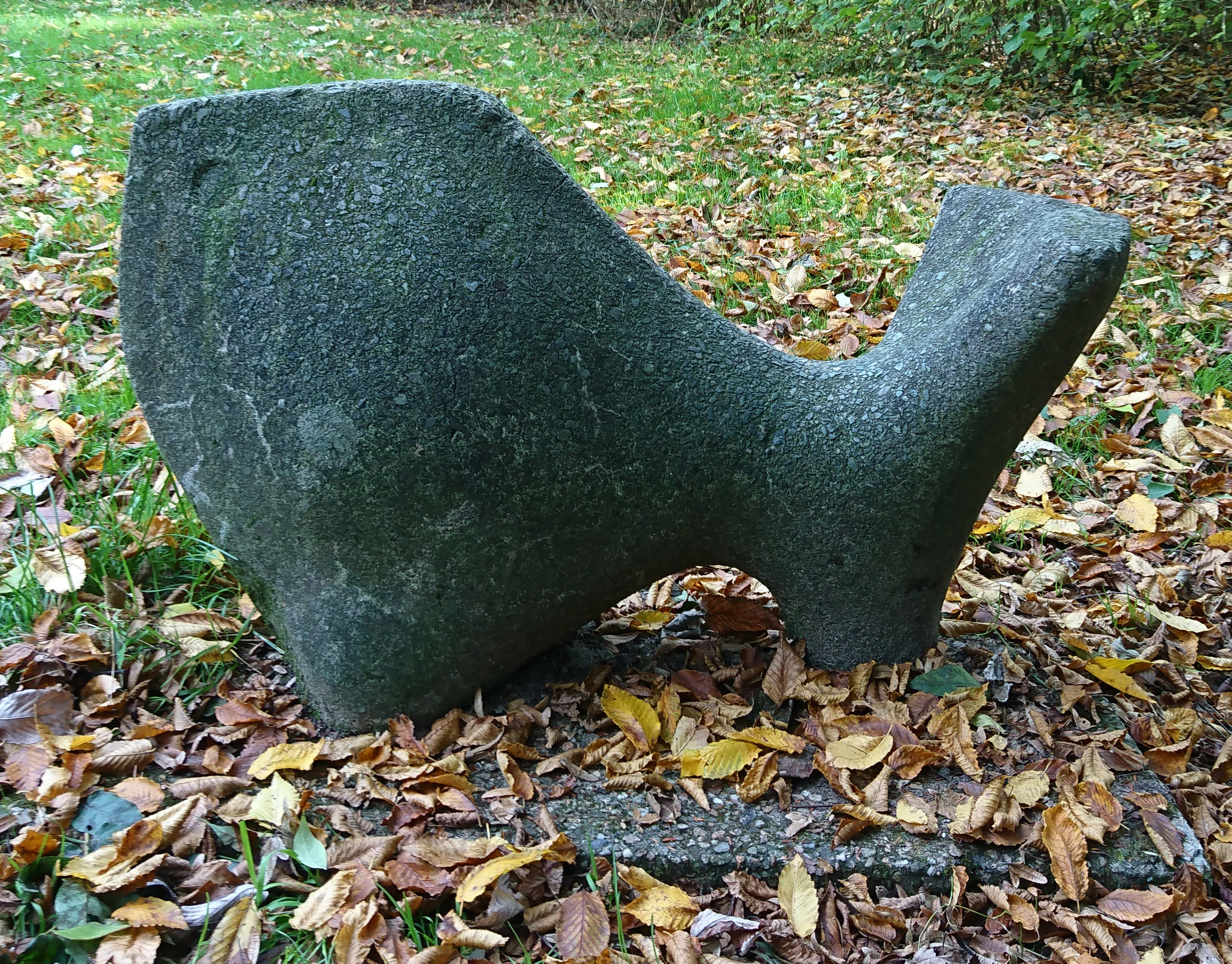
Fisch, 1961, Hamburg-Langenhorn

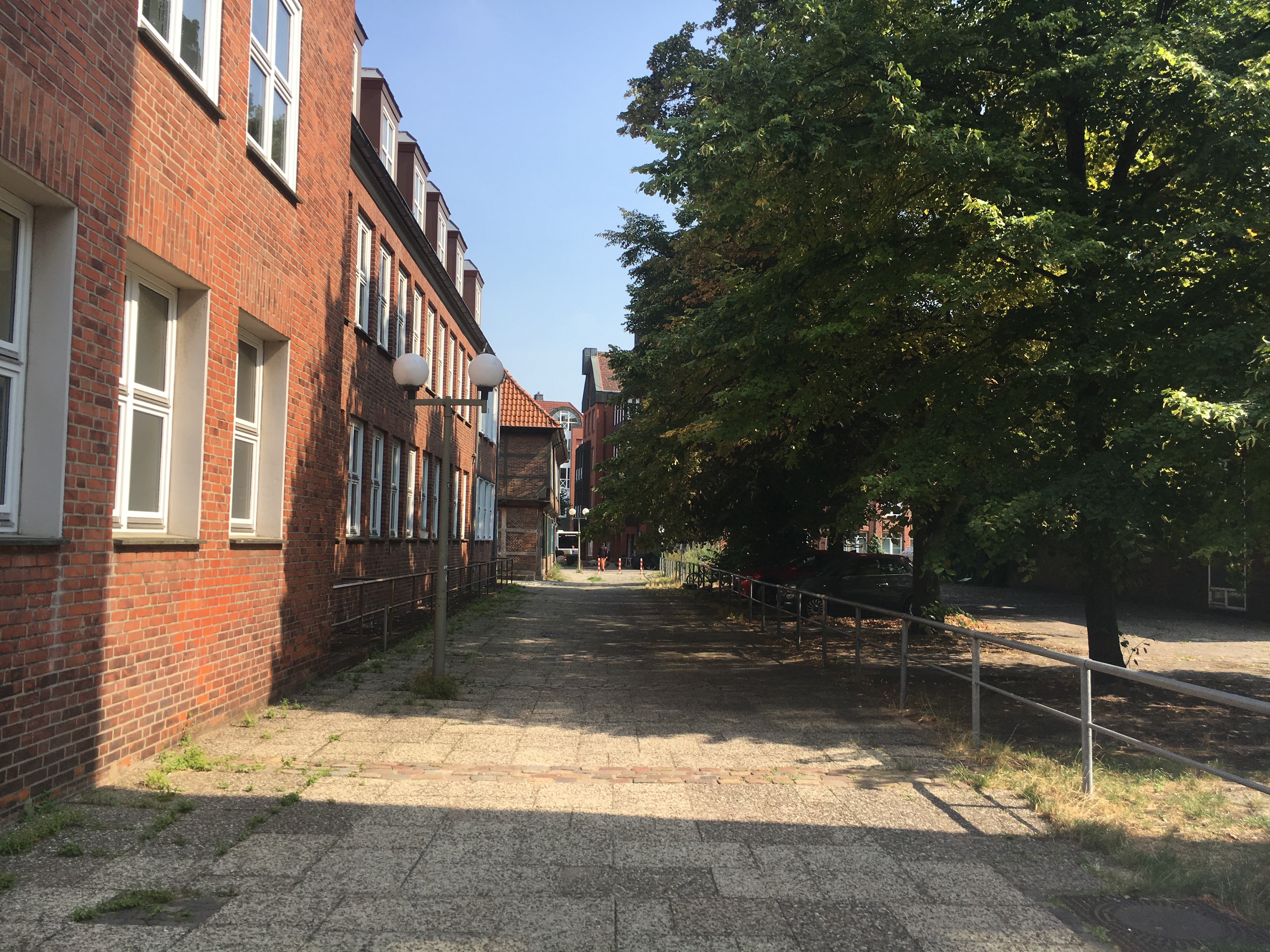
Carl-Ihrke-Weg, Hamburg-Harburg

Carl Ihrke (* 18. September 1921 in Harburg; † 28. Februar 1983 in Hamburg) war ein deutscher Maler, Grafiker und Bildhauer.

## Leben
Carl Ihrke studierte von 1942 bis 1944 an der Hochschule für Baukunst und bildende Künste in Weimar Bühnenbild, Architektur und Malerei. Von 1946 bis 1950 war er als Bühnenbildner an den Bühnen von Hans Fitze in Hamburg-Harburg tätig und wirkte danach als Maler und Grafiker. In den 1950er Jahren hielt er sich eine Zeit lang in Paris auf. Ihrke war Mitglied des Hamburger Künstlervereins. In den Hamburger Adressbüchern für die Jahre 1959 bis einschließlich 1963 ist Carl Ihrke als Kunstmaler in der Knoopstraße 4 in Hamburg-Harburg aufgeführt. Um 1982 wohnte er in der Knoopstraße 39.
Die Harburger Apotheke St. Georg veröffentlichte bis zu Ihrkes Tod jährlich einen Kalender mit Ihrke-Motiven. Carl Ihrke, der zu Lebzeiten in der Öffentlichkeit immer eine Baskenmütze trug, wurde auf dem Neuen Friedhof Harburg in Hamburg-Eißendorf beigesetzt. Der Nachlass Ihrkes ging in die Sammlung des Altonaer Museums über. Weitere Werke Ihrkes befinden sich unter anderem in den Sammlungen des Harburger Rathauses, des Helms Museums in Hamburg-Harburg und des Kaamp-Hüs in Kampen auf Sylt. Der Metallbildhauer Hendrik-André Schulz schuf 1984 nach Entwürfen Ihrkes den im Volksmund so genannten Fischbrunnen, der in der Lämmertwiete in Hamburg-Harburg aufgestellt wurde. Die Fische gingen bis auf einen Aal durch Vandalismus verloren und wurden 2011 von Schulz wieder ersetzt.
Nach der Auflösung des Grabes Carl Ihrkes wurde der Grabstein, nachdem dessen Inschrift um ein paar Daten ergänzt wurde, im Grabsteinmuseum am sogenannten Wasserweg des Neuen Friedhofs im September 2004 wieder aufgestellt. Die Enthüllung des Steines fand anlässlich Ihrkes 83. Geburtstages statt. Zur Enthüllung waren unter anderen der frühere Harburger Gartenamtschef Volker Maaß, der frühere Bezirksamtsleiter des Bezirks Harburg Bernhard Hellriegel, der Heimat- und Museumsvereinsvorsitzende Will Baumgarten, der Friedhofschef Wolfgang Bartelt sowie alte Freunde und ein Verwandter Ihrkes aus Kiel anwesend.
Nachdem Siegfried Bonhagen, der damalige Kulturpolitische Sprecher der Harburger CDU-Fraktion, Anfang 2011 diesbezüglich einen Antrag stellte, wurde am 28. November 2013 ein 65 Meter langer Teil der Hermann-Maul-Straße in Hamburg-Harburg in Carl-Ihrke-Weg umbenannt. Bei der Enthüllung des Straßenschildes waren zahlreiche Vertreter der Harburger Politik und Verwaltung sowie viele Familienmitglieder und Wegbegleiter Ihrkes anwesend.

## Werk
Nach anfänglich transparenten Landschaftsaquarellen sowie Pflanzen- und Kostümstudien schuf er nach seiner Begegnung mit dem Kubismus 1945/1946 abstrahierende Gouachen mit stärkerem Volumen und der Betonung von Linie und Fläche. Es entstanden Landschaften mit Verzicht auf Detailgestaltung und Auflösung der Form in geometrische Einzelflächen, darunter Strand-, Dünen-, Küsten- und Stadtlandschaften. Um 1960 betrieb er zudem Aktstudien. Ab 1970 widmete er sich vermehrt der Zeichnung. Unter seiner Motivauswahl befanden sich uthlandfriesische Häuser in Kampen auf Sylt, Kirchen und alte Häuser in Hamburg. Viele seiner Motive tauchen in seinen Grafiken wieder auf. Er bevorzugte dabei den Linolschnitt und die Lithografie. Für Aufträge im Bereich Kunst am Bau entwarf er zudem Tierplastiken, vorzugsweise Fische, und Fenster.

## Werke (Auswahl)
- Zwischen 1945 und 1951: Entwürfe für Fenster im Rathaus Harburg, Hamburg-Harburg
- 1949: 2 Bronzereliefs, Hafenmotive, Foyer der Friedrich-Ebert-Halle, Hamburg-Heimfeld
- 19??: Buntglasfenster, Frontseite, Friedrich-Ebert-Halle, Hamburg-Heimfeld
- 1953: Phönix, Ernst-Eger-Straße 10, Hamburg-Harburg
- 1953: Aufblühender Baum, Sgraffito, Haeckelstraße 6, Hamburg-Harburg[10]
- 1953: Bilder vom Harburger Hafen, dreiteilig, Goethe-Schule-Harburg, Treppenhaus, B-Gebäude (Altbau), Bennigsenstraße 7
- 1954: Entwürfe für mehrere Fenster, Antikglas, St. Johannis, Hamburg-Harburg
- 1955: Sonnenuhr, Schulgarten im Harburger Stadtpark, Hamburg-Wilstorf, Marmsdorfer Weg
- 1958: Fisch, Langenfort, Spielplatz, Hamburg-Barmbek-Nord
- 1959: Elefant, Harburger Chaussee 59, Spielplatz, Hamburg-Wilhelmsburg
- 1959: Hamburg-Plakat
- 1961: Fisch, Haus der Jugend Eberhofweg (auch Freizeittreff Eberhofstieg), Eberhofstieg 22, Hamburg-Langenhorn, rechts vom Gebäude auf dem Spielplatz
- 1962: Fisch, Zentrum für Alleinerziehende und ihre Kinder, Landesbetrieb Erziehung und Beratung (LEB), Hohe Liedt 67, Hamburg-Langenhorn. Die Skulptur wies irgendwann Beschädigungen auf und ist nicht mehr vorhanden. Sie glich dem Fisch von 1961.[11]
- 1963: Flutdenkmal (Sturmflut 1962), Hamburg-Wilhelmsburg
- 1972: Sturmflut-Gedenkstein, Kirchdorfer Straße / Siedenfelder Weg, Hamburg-Wilhelmsburg
- 1983: Entwurf für Brunnen mit stilisierten Fischen, Lämmertwiete, Hamburg-Harburg. Von Hendrik-André Schulz nach Ihrkes Entwurf 1984 gebaut und 2011 restauriert.
- 19??: 2 Vögel, Kindergarten (ehemalige Dorfschule), Sinstorfer Kirchweg 2, südliche Außenwand zum Garten, Hamburg-Sinstorf

## Ausstellungen (Auswahl)
Einzelausstellungen
- Mehrere Ausstellungen in Hamburg-Harburg, unter anderen im Helms Museum
- 1957: Hamburger Kunsthalle
- 1964: Altonaer Museum
- 2003: Haus der Kirche, Hölertwiete 5, Hamburg-Harburg
- 2007: Ausstellung mit 65 Werken, Haus der Kirche, Hölertwiete 5, Hamburg-Harburg[12]

Gemeinschaftsausstellungen
- 1957: Hamburger-Kunsthalle
- 1957: Helms Museum, Hamburg
- 1964: Altonaer Museum
- 1988: Altonaer Museum
- 2005: 13:13, Ausstellung des Helms Museums im Kunstverein Harburger Bahnhof[13]
- 2009: Helms Museum[14]
- 2010: Kaamp-Hüs, Kampen, Sylt[15]